# Bélgica en los Juegos Paralímpicos de Tokio 1964
Bélgica estuvo representada en los Juegos Paralímpicos de Tokio 1964 por dos deportistas, un hombre y una mujer.

## Medallistas
El equipo paralímpico belga obtuvo las siguientes medallas:
| Nombre    | Deporte       | Evento                               |
| --------- | ------------- | ------------------------------------ |
| Oro       |               |                                      |
| Y. Alloo  | Tenis de mesa | Individual C femenino                |
| Plata     |               |                                      |
| —         |               |                                      |
| Bronce    |               |                                      |
| Schelfaut | Tiro con arco | Ronda Albion clase abierta masculino |